# Рене Шока
Рене Шока (фр. René Chocat, 28 листопада 1920 — 18 липня 2000) — французький баскетболіст.
Срібний призер Олімпійських Ігор 1948 року, учасник 1952 року.
Срібний призер Чемпіонату Європи 1949 року, бронзовий призер 1951, 1953 років.